# 브뤼셀 자유 대학교 (네덜란드어)
벨기에 국립 브뤼셀 자유 대학교(Université libre de Bruxelles)는 벨기에 브뤼셀에 있는 4년제 국립 대학교이다. 네덜란드어를 표방하는 벨기에 국립 대학교인 이 학교는 1970년 첫 개교되었다.

## 같이 보기
- 브뤼셀 자유 대학교